# Grayson Hugh
Grayson Hugh (ur. 30 października 1950 w Hartford) – amerykański piosenkarz, autor tekstów i kompozytor, pianista i wirtuoz gry na organach Hammonda. Zakwalifikowany przez krytyków muzycznych do grona Blue-eyed soul singers.
Rozpoczął naukę gry na fortepianie w wieku trzech lat. Jako nastolatek był pianistą w chórze gospel i uczył się gry na perkusji. Brał lekcję gry na fortepianie u pianisty jazzowego Jakiego Byarda i muzyka awangardowego Rana Blake’a. Od dwudziestego roku życia pracował jako muzyk akompaniujący w szkołach tańca. Zaowocowało to znajomością i późniejszą współpracą z kilkoma znanymi choreografami i zespołami baletowymi (takimi jak Viola Farber z Nowego Jorku, Prometheus Dance i Christine Bennett z Cambridge, Massachusetts). Grayson Hugh ma również na swoim koncie roczny epizod w szkole filmowej na Uniwersytecie w Bridgeport.
W 1980 roku Hugh wydał swój pierwszy album zatytułowany Grayson Hugh (One in Nineteen Records, 1980). Album został wyprodukowany przez Rona Scalise, zdobywcę czternastu nagród Emmy za osiągnięcia w dziedzinie audio recording dla stacji ESPN. W 1987 roku Hugh podpisał kontrakt płytowy z RCA Records. Szybko stał się wykonawcą, którego utwory pojawiły się w gorącej setce magazynu Billboard. Utwór „Talk It Over”, piosenka napisana przez Sandy Linzer i Irwin Levine i zaaranżowana przez Hugh, dotarła do pierwszej dwudziestki. Dwa następne utwory z tego albumu „Bring It All Back” i „How 'Bout Us” stały się również hitami radiowymi granymi w wielu stacjach do dzisiaj. Album Blind to Reason zyskał w wielu krajach status złotej płyty i miano jednej z najciekawszych płyt muzyki soul lat 90. XX stulecia.
Drugi album Graysona Hugh Road to Freedom (MCA Records – 1992), został uznany przez Billboard Magazine za „jedną z najważniejszych płyt roku 1992”. Reżyser Ridley Scott po usłyszeniu materiału z „Road to Freedom” postanowił umieścić muzykę Graysona Hugh w filmie Thelma i Louise (1991). W ostateczności zdecydowano się na dwie kompozycje: „I Can't Untie You From Me” and „Don't Look Back”. Z kolei Jon Avnet zafascynował się aranżem utworu Boba Dylana „I Will Remember You” i umieścił ten utwór w wykonaniu Graysona jako fragment ścieżki dźwiękowej do filmu Smażone zielone pomidory (1991). W 1993, po burzliwych zmianach w wytwórni MCA, i rozwiązaniu umów z wieloma wykonawcami, Grayson Hugh z dnia na dzień został bez kontraktu na wydanie i promocję nowych płyt. W następnych latach koncertował i podjął pracę wykładowcy na Berklee College of Music w Bostonie.
Początek XXI wieku to dla Hugh przede wszystkim przygotowanie do nagrania nowej studyjnej płyty, która w swoim zamyśle ma stać się zapisem i „kolażem” różnych stylów muzycznych zakorzenionych w Ameryce Północnej. W sierpniu 2008 Hugh poślubił swoją wieloletnią współpracowniczkę Polly Messer. Polly jest również współproducentem długo oczekiwanego nowego albumu Graysona Hugh - An American Record, który został wydany 1 maja 2010 roku.